# Mahmoud Ag Aghaly
Mahmoud Ag Aghaly (achternaam ook wel gespeld Ghaly of Ghali) (Arabisch: محمود من الألف إلى الياء اغالي) is een Malinees politicus. Hij is de voorzitter van het Politiek Bureau van de MNLA en de voorzitter van het Uitvoerend Comité dat leiding geeft aan de zelfbenoemde Onafhankelijke Staat Azawad, opgericht op 6 april 2012. Hij is een voormalig leraar en ondernemer. Ag Ghaly wordt als een bepalende persoonlijkheid in de Malinese burgeroorlog in 2012-2013 gezien; tijdens de Franse interventie werd zijn huis in Kidal specifiek op de korrel genomen.